# Zóé Karbónopszina bizánci császárné
Zóé Karbónopszina (görögül: Ζωὴ Καρβωνοψίνα; melléknevének jelentése "szénfekete szemű") bizánci császárné volt, Bölcs Leó negyedik felesége. Férje 912-es halálát követően kiskorú fia, Bíborbanszületett Konstantin mellett a birodalom régense 919-ig.

## Élete
Zóé tekintélyes görög arisztokrata családból származott. Nagybátyja Himeriosz tengernagy volt és rokonságban állt a szentként tisztelt Hitvalló Theophanész történetíróval is. 
VI. (Bölcs) León császárnak három házasságából sem született fia. Mivel az ortodox egyház az özvegységre jutott férfinál csak egy újraházasodást ismert el, már a császár harmadik házassága is botrányt kavart. Ezért miután harmadik felesége, Eudokia Baiané 901-ben belehalt a szülésbe, León csak szeretői viszonyt tartott fenn Zóéval. Miután 905 végén megszületett a fiuk, Konstantin, 906 január 9-én mégis összeházasodtak.
Nikolaosz Müsztikosz konstantinápolyi pátriárka vonakodva megkeresztelte ugyan a házasságon kívül született fiút, de az apát nem engedte be eközben a templomba és határozottan elutasította a negyedik házasságkötést. León egy együttműködőbb pap segítségével mégis összeházasodott Zóéval; a következő évben pedig leváltotta Nikolaoszt, akinek helyét Euthümiosz foglalta el a pátriárkai székben. Euthümiosz elismerte a császár házasságát, de kitaszította a papi rendből az egyházfőnek nem engedelmeskedő papot. 

### Régenssége

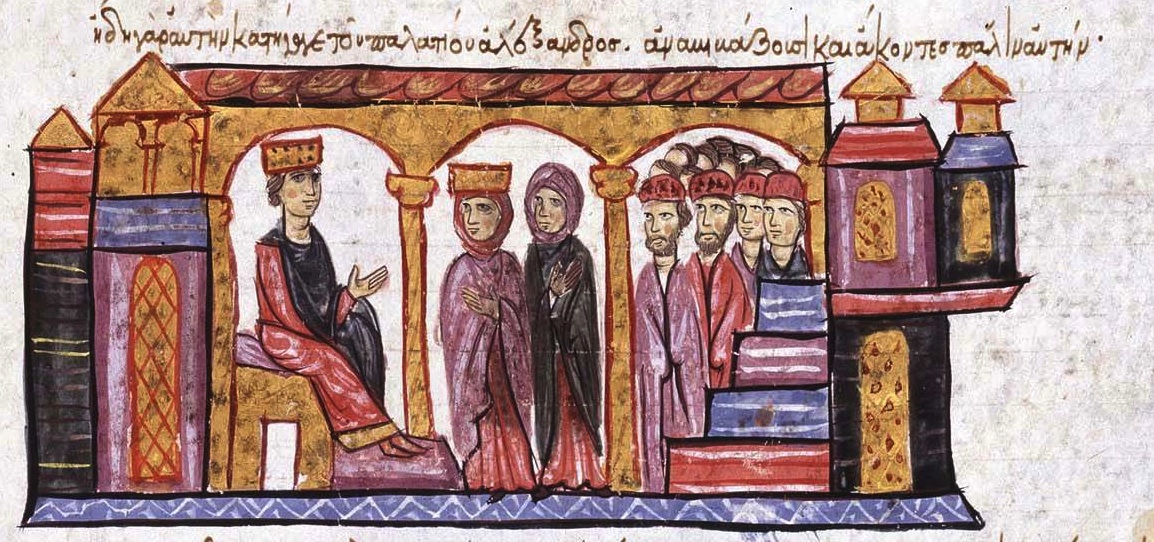
Bíborbanszületett Konstantin visszahívja száműzött anyját

León 912-ben meghalt. A császári trónon öccse, III. Alexandrosz követte, aki visszahelyezte Nikolaosz Müsztikoszt korábbi pozíciójába, Zóét pedig kitiltotta a palotából. Néhány hónappal később, 913 elején Alexandrosz megtagadta a bolgároknak juttatandó adó kifizetését ami háborúhoz vezetett, röviddel utána pedig meghalt. Zóé visszatért, de aztán Nikolaosz felhasználta egyházi és szenátusi befolyását, hogy ne ismerjék el őt sem császárnőként, sem fia régenseként és bezáratta őt a konstantinápolyi Szt. Euphémia-apácakolostorba.
A bolgárok egészen a főváros falaiig jutottak és a régenstanács vezetőjeként Nikolaosz engedett Simeon fejedelem követeléseinek: bolgár császárrá (cárrá) koronázta őt és eljegyezte a lányát Konstantinnal. A pátriárka sokat vesztett a népszerűségéből és 914-ben Zóé egy palotaforradalommal leváltotta őt a régenstanács éléről. Nikolaosz vonakodva elismerte vereségét, így megtarthatta egyházi tisztségét.
Zóé a birodalom magas rangú tisztségviselőivel közösen kormányzott, elsősorban kegyence, León Phókasz hadseregparancsnok tanácsaira hallgatott. Első dolga volt, hogy visszavonja Nikolaosz döntéseit, nem ismerte el Simeon császári címét és felbontotta gyermekeik jegyességét. Emiatt azonban kiújult a háború a bolgárokkal, akik erre megszállták a birodalom második legnagyobb városát, Adrianopoliszt. Mivel a bizánciak eközben az arab határon és Dél-Itáliában is le voltak kötve, az özvegy császárné 917-ben békét kötött a kalifával. Ezt követően nagy hadjáratot szerveztek a bolgárok ellen, amihez szövetséget kötöttek a besenyőkkel is, akiket a bizánci flotta szállított volna Trákiába. 
A flotta és a hadsereg vezetői közötti viszály azonban megakadályozta a besenyők átszállítását és ezután León Phókasz döntő vereséget szenvedett az ankhialoszi csatában, majd a kataszürtai vereséget követően megnyílt az út Konstantinápoly felé. Zóé hiába próbálta bevonni a szerbeket vagy a magyarokat; és látva a birodalom gyengeségét az arabok újrakezdték rablóportyáikat. Zóé népszerűségén az sem javított, hogy kénytelen volt hátrányos békeszerződést kötni a szicíliai szaracénokkal. 
919-ben Rómanosz Lekapénosz tengernagy elfoglalta a palotát és átvette a birodalom kormányzását. Lányát, Helené Lekapénét feleségül adta Bíborbanszületett Konstantinhoz, Zóét pedig visszaküldte a Szt. Euphémia-kolostorba.

## Fordítás
- Ez a szócikk részben vagy egészben  a   Zoe Karbonopsina című angol Wikipédia-szócikk ezen változatának fordításán alapul.  Az eredeti cikk szerkesztőit annak laptörténete sorolja fel. Ez a jelzés csupán a megfogalmazás eredetét és a szerzői jogokat jelzi, nem szolgál a cikkben szereplő információk forrásmegjelöléseként.